# Oscar Uddenäs
Oscar Uddenäs (Lomma, 2002. augusztus 17. –) svéd korosztályos válogatott labdarúgó, a holland Excelsior csatárja.

## Pályafutása

### Klubcsapatokban
Uddenäs a svédországi Lommában született. Az ifjúsági pályafutását a helyi Nike csapatában kezdte, majd 2012-ben a Malmö akadémiájánál folytatta. 2019-ben az olasz SPAL-hoz igazolt, majd 2020-ban visszatért Svédországba és a Värnamonál játszott tovább.
2020-ban debütált a Värnamo harmadosztályban szereplő felnőtt csapatában. A 2020-as szezonban feljutottak a másodosztályba. A Superettanban először a 2021. április 10-ei, Landskrona BoIS elleni mérkőzés 81. percében Albin Sundgren cseréjeként lépett pályára. Első gólját 2021. augusztus 2-án, a Jönköpings Södra ellen 3–0-ra megnyert találkozón szerezte. 2021-ben az Allsvenskanba is feljutottak. 2022. január 8-án négy éves szerződést kötött a Häcken együttesével. A ligában 2022. április 2-án, az AIK ellen 4–2-re megnyert mérkőzésen debütált és egyben megszerezte első gólját is a klub színeiben. 2023. július 29-én a holland első osztályban érdekelt Excelsiorhoz írt alá.

### A válogatottban
Uddenäs az U16-ostól az U21-esig több korosztályos válogatottban is képviselte Svédországot.
2022-ben debütált a U21-es válogatottban. Először a 2022. november 17-ei, Dánia ellen 2–2-es döntetlennel zárult mérkőzés 80. percében, Jacob Ondrejkat váltva lépett pályára. Első válogatott gólját 2022. november 20-án, Azerbajdzsán ellen 8–1-re megnyert barátságos mérkőzésen szerezte meg.

## Statisztikák
2023. július 8. szerint
| Klub     | Szezon   | Osztály            | Bajnokság | Bajnokság | Kupa  | Kupa | Nemzetközi | Nemzetközi | Összesen | Összesen |
| Klub     | Szezon   | Osztály            | Meccs     | Gól       | Meccs | Gól  | Meccs      | Gól        | Meccs    | Gól      |
| -------- | -------- | ------------------ | --------- | --------- | ----- | ---- | ---------- | ---------- | -------- | -------- |
| Värnamo  | 2020     | Division 1 – Södra | 5         | 1         | —     | —    | —          | —          | 5        | 1        |
| Värnamo  | 2021     | Superettan         | 22        | 6         | —     | —    | —          | —          | 22       | 6        |
| Värnamo  | Összesen | Összesen           | 27        | 7         | 0     | 0    | 0          | 0          | 27       | 7        |
| Häcken   | 2022     | Allsvenskan        | 28        | 7         | 3     | 3    | —          | —          | 31       | 10       |
| Häcken   | 2023     | Allsvenskan        | 10        | 1         | 2     | 0    | —          | —          | 12       | 1        |
| Häcken   | Összesen | Összesen           | 38        | 8         | 5     | 3    | 0          | 0          | 43       | 11       |
| Összesen | Összesen | Összesen           | 65        | 15        | 5     | 3    | 0          | 0          | 70       | 18       |

## Sikerei, díjai
Värnamo
- Division 1 – Södra
  - Feljutó (1): 2020

- Superettan
  - Feljutó (1): 2021

Häcken
- Allsvenskan
  - Bajnok (1): 2022